# Финал Лиги наций УЕФА 2021
Финал Лиги наций 2021 — финальный футбольный матч финальной стадии Лиги наций УЕФА 2020/2021. Это второй финальный матч нового турнира Лига наций УЕФА. Матч состоялся 10 октября 2021 года на стадионе «Джузеппе Меацца» в Милане, Италия. Финальная встреча прошла между сборной Испании и сборной Франции.

## Матч

### Детали
| Испания       | 1:2     | Франция                  |
| ------------- | ------- | ------------------------ |
| Оярсабаль 64′ | (отчёт) | Бензема 66′ · Мбаппе 80′ |

| Испания | Франция |